# Premi BAFTA 1976
I premi della 29ª edizione dei British Academy Film Awards furono conferiti il 17 marzo 1976 dalla British Academy of Film and Television Arts alle migliori produzioni cinematografiche del 1975.

## Vincitori e candidati

### Miglior film
- Alice non abita più qui (Alice Doesn't Live Here Anymore), regia di Martin Scorsese
- Barry Lyndon, regia di Stanley Kubrick
- Quel pomeriggio di un giorno da cani (Dog Day Afternoon), regia di Sidney Lumet
- Lo squalo (Jaws), regia di Steven Spielberg

### Miglior regista
- Stanley Kubrick – Barry Lyndon
- Sidney Lumet – Quel pomeriggio di un giorno da cani (Dog Day Afternoon)
- Martin Scorsese  – Alice non abita più qui (Alice Doesn't Live Here Anymore)
- Steven Spielberg – Lo squalo (Jaws)

### Miglior attore protagonista
- Al Pacino – Quel pomeriggio di un giorno da cani (Dog Day Afternoon) / Il padrino - Parte II (The Godfather: Part II)
- Richard Dreyfuss – Lo squalo (Jaws)
- Gene Hackman – Il braccio violento della legge Nº 2 (French Connection II) / Bersaglio di notte (Night Moves)
- Dustin Hoffman – Lenny

### Migliore attrice protagonista
- Ellen Burstyn – Alice non abita più qui (Alice Doesn't Live Here Anymore)
- Anne Bancroft – Prigioniero della seconda strada (The Prisoner of Second Avenue)
- Valerie Perrine – Lenny
- Liv Ullmann – Scene da un matrimonio (Scener ur ett äktenskap)

### Miglior attore non protagonista
- Fred Astaire – L'inferno di cristallo (The Towering Inferno)
- Martin Balsam – Il colpo della metropolitana (Un ostaggio al minuto) (The Taking of Pelham One Two Three)
- Burgess Meredith – Il giorno della locusta
- Jack Warden – Shampoo

### Migliore attrice non protagonista
- Diane Ladd – Alice non abita più qui (Alice Doesn't Live Here Anymore)
- Ronee Blakley – Nashville
- Lelia Goldoni – Alice non abita più qui (Alice Doesn't Live Here Anymore)
- Gwen Welles – Nashville

### Migliore attore o attrice debuttante
- Valerie Perrine – Lenny
- Robert De Niro – Il padrino - Parte II (The Godfather: Part II)
- Alfred Lutter III – Alice non abita più qui (Alice Doesn't Live Here Anymore)
- Lily Tomlin – Nashville

### Migliore sceneggiatura
- Robert Getchell – Alice non abita più qui (Alice Doesn't Live Here Anymore)
- Peter Benchley, Carl Gottlieb  – Lo squalo (Jaws)
- Frank Pierson – Quel pomeriggio di un giorno da cani (Dog Day Afternoon)
- Joan Tewkesbury – Nashville

### Migliore fotografia
- John Alcott – Barry Lyndon
- Fred Koenekamp – L'inferno di cristallo (The Towering Inferno)
- Oswald Morris – L'uomo che volle farsi re (The Man Who Would Be King)
- Douglas Slocombe – Rollerball

### Migliore scenografia
- John Box – Rollerball
- Ken Adam – Barry Lyndon
- William J. Creber – L'inferno di cristallo (The Towering Inferno)
- Richard Macdonald – Il giorno della locusta (The Day of the Locust)

### Migliori musiche (Anthony Asquith Award for Film Music)
- John Williams – Lo squalo (Jaws) / L'inferno di cristallo (The Towering Inferno)
- Jerry Goldsmith – Il vento e il leone (The Wind and the Lion)
- Nino Rota – Il padrino - Parte II (The Godfather: Part II)
- David Shire – Il colpo della metropolitana (Un ostaggio al minuto) (The Taking of Pelham One Two Three)

### Miglior sonoro (Best Sound)
- William A. Sawyer, James E. Webb, Chris McLaughlin, Richard Portman – Nashville
- Jack Fitzstephens, Richard P. Cirincione, Sanford Rackow, Stephen A. Rotter, James Sabat, Dick Vorisek – Quel pomeriggio di un giorno da cani (Dog Day Afternoon)
- Les Wiggins, Archie Ludski, Derek Ball, Gordon K. McCallum – Rollerball
- John R. Carter, Robert L. Hoyt – Lo squalo (Jaws)

### Miglior montaggio
- Dede Allen – Quel pomeriggio di un giorno da cani (Dog Day Afternoon)
- Verna Fields – Lo squalo (Jaws)
- Antony Gibbs – Rollerball
- Peter Zinner, Barry Malkin, Richard Marks – Il padrino - Parte II (The Godfather: Part II)

### Migliori costumi
- Ann Roth – Il giorno della locusta (The Day of the Locust)
- Yvonne Blake – Milady (The Four Musketeers: The Revenge of Milady)
- Edith Head – L'uomo che volle farsi re (The Man Who Would Be King)
- Ulla-Britt Söderlund, Milena Canonero – Barry Lyndon

### Miglior documentario
- In Search of the Early Americans, regia di Alan Pendry
- Seven Green Bottles, regia di Eric Marquis

### Miglior cortometraggio (John Grierson Award)
- Sea Area Forties, regia di John Armstrong
- Leaving Lily, regia di Graham Baker
- The Living Woodland, regia di Ronald Eastman
- Waiting on Weather, regia di Ron Granville

### Premio UN (UN Award)
- Conrack, regia di Martin Ritt